# Gama-glutamilna hidrolaza
Gama-glutamilna hidrolaza (EC 3.4.19.9, konjugaza, folatna konjugaza, lizozomalna gama-glutamilna karboksipeptidaza, gama-Glu-X karboksipeptidaza, pteroil-poli-gama-glutamatna hidrolaza, karboksipeptidaza G, folno kiselinska konjugaza, poli(gama-glutaminsko kiselinska) endohidrolaza, poliglutamatna hidrolaza, poli(glutaminsko kiselinska) hidrolaza II, pteroilpoli-gama-glutamilna hidrolaza) je enzim. Ovaj enzim katalizuje sledeću hemijsku reakciju
Hidroliza gama-glutamilne veze
Ova lizozomalna ili izlučena, tiol-zavisna peptidaza je najaktivnija na kiselom pH.

## Spoljašnje veze
- Gamma-glutamyl+hydrolase на 